# Jack Vaughn
Jack Hood Vaughn (18 de agosto de 1920 - 29 de octubre de 2012) fue el segundo Director del Cuerpo de Paz de Estados Unidos sucedido por Sargent Shriver. Vaughn fue nombrado Director del Cuerpo de Paz en 1966 por el presidente Lyndon Johnson, y fue el primer republicano al frente de la agencia.

## Biografía
Vaughn nació en Columbus, Montana en 1920, hijo de Elías H. Vaughn y Blair (Cox) Vaughn. Vaughn creció en Montana, donde su padre dirigía un rancho de ganado. Se trasladó con su familia a Albion, Michigan, en 1931, donde su padre dirigía una cadena de tiendas de ropa en Michigan y Montana. Asistió a Albion Public Schools y se graduó de Albion High School en 1939. Obtuvo una Licenciatura en Artes de la Universidad de Míchigan en 1943.